# لذت تابستانی

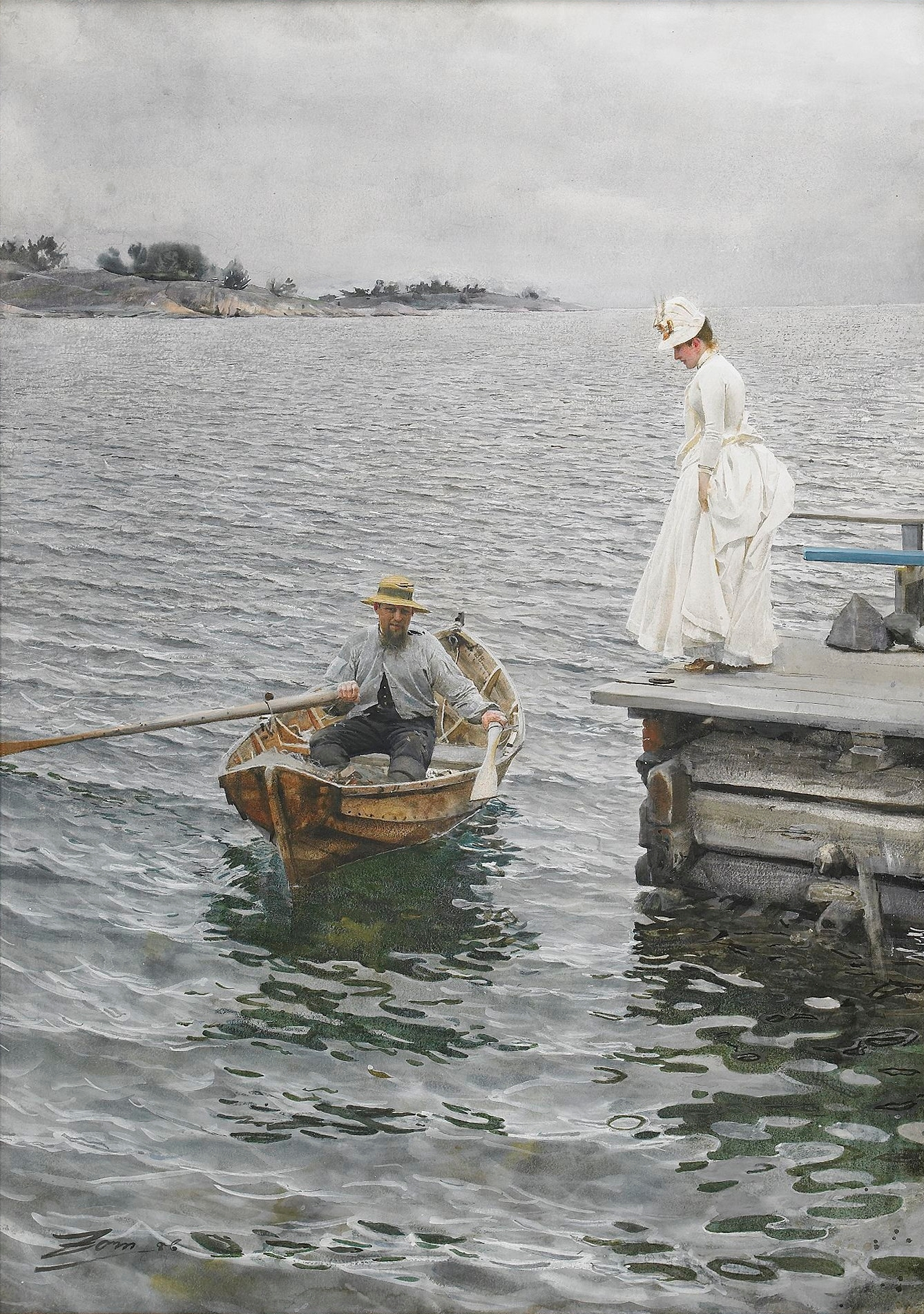
آندرس زورن، لذت تابستانی, ۱۸۸۶, آبرنگ، 76 × 54 cm

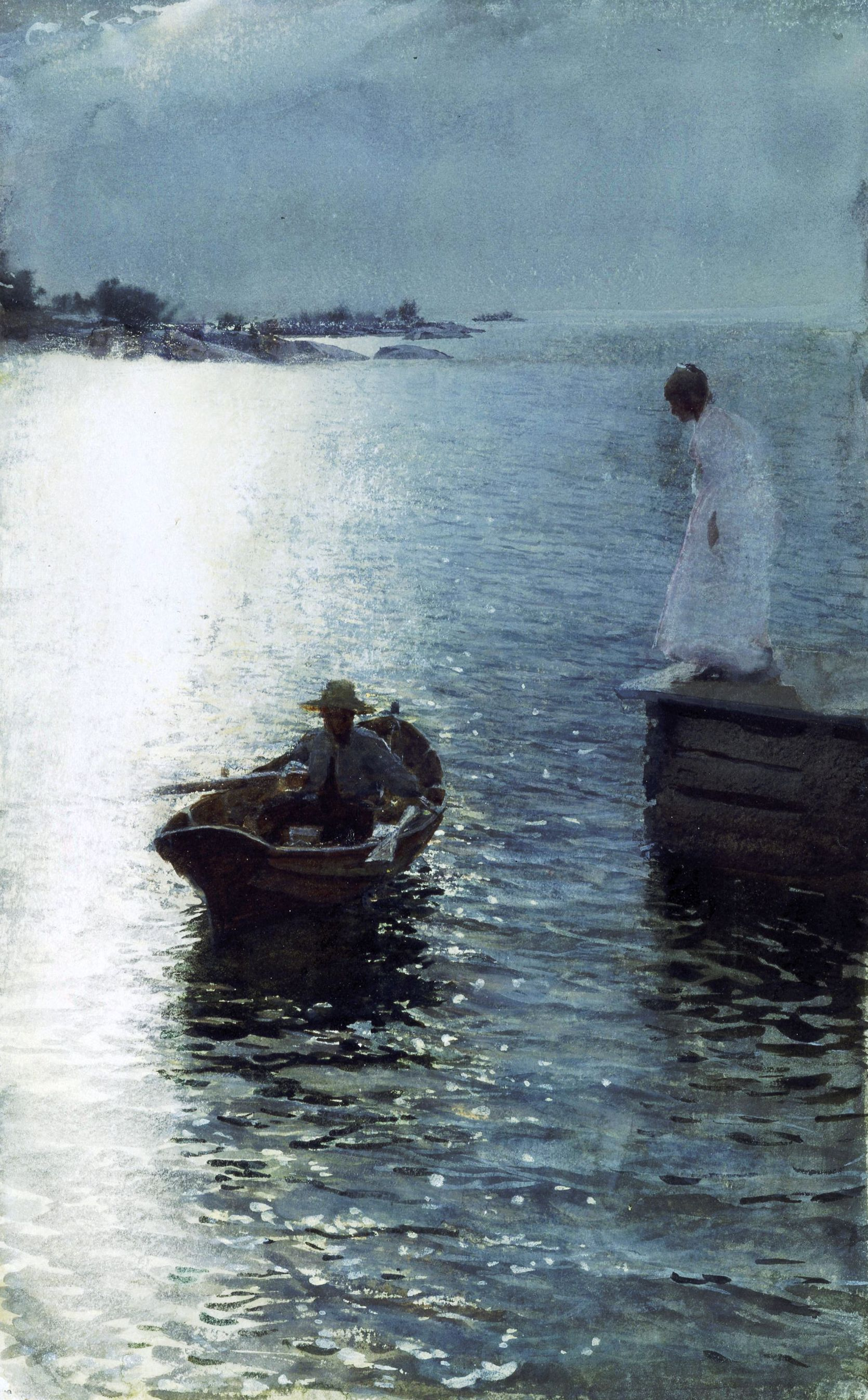
طرح اولیه، 30.2 × 18.8 cm

لذت تابستانی (به سوئدی: Sommarnöje)، (به انگلیسی: Summertime Fun) نقاشی آبرنگ توسط آندرس زورن، نقاش سوئدی است که در سال ۱۸۸۶ در دالارو نزدیک استکهلم ایجاد شده‌است. در سال ۲۰۱۰ به قیمت ۲۶ میلیون کرون (تقریباً ۲٫۹ میلیون یورو یا ۳٫۳۵ میلیون دلار آمریکا) فروخته شد که رکورد نقاشی سوئدی است.

## تاریخچه
زورن در مورا، سوئد، شهری بین دریاچه‌های سیلجان و اورسا متولد شد. وی از سال ۱۸۷۵ تا ۱۸۸۰ در آکادمی سلطنتی هنر سوئد در استکهلم تحصیل کرد و سپس مدتی را به سفر در اروپا، با نقاشی آبرنگ و پرتره‌های جامعه در لندن، پاریس و مادرید گذراند.
وی در سال ۱۸۸۵ به سوئد بازگشت و در ۱۶ اکتبر با اما زورن ازدواج کرد (۱۸۶۰–۱۹۴۰). آنها پس از گذراندن ماه عسل در خارج از کشور، در شرق اروپا و ترکیه، در سال ۱۸۸۶ به سوئد بازگشتند و مدتی را با خانواده اما در دالارو گذراندند، قبل از اینکه در نزدیکی مورا مستقر شوند، خانه ای که اکنون خانه مجموعه‌های زورن است.

## شرح
زورن در اوایل تابستان ۱۸۸۶، پس از بازگشت از ماه عسل، اما قبل از استقرار در مورا، این تابلو را در دالارو نقاشی کرد. او ابتدا طرحی کوچکتر ساخت که ابعاد آن ۳۰٫۲ در ۱۸٫۸ سانتی‌متر است (۱۱٫۹ در ۷٫۴ اینچ) که اکنون توسط موزه زورن در مورا نگهداری می‌شود.
آبرنگ به‌طور کامل لحظه ای زودگذر را به تصویر می‌کشد و تأثیر آثار امپرسیونیست‌های فرانسوی را نشان می‌دهد که زورن در پاریس دیده بود، اما با یک پالت اسکاندیناوی کاملاً سخت.
این نقاشی، اما زورن، همسر هنرمند را به تصویر می‌کشد که با لباس و کلاه سفید ایستاده و در لبه اسکله چوبی کنار آب انتظار می‌کشد، در حالی که دوست آنها کارل گوستاو دالستروم در قایق پارویی نزدیک می‌شود.
سطح شیشه ای انعکاسی آب در نسیم زیر آسمان خاکستری ابری موج می‌زند. فیگورها، اسکله، قایق و دریا بسیار ریز ارائه شده‌اند، تقریباً گویی کار با رنگ روغن ساخته شده‌است و مهارت زورن را به عنوان یک استاد آبرنگ نشان می‌دهد. کمتر به آن طرف دریاچه توجه می‌شود که تقریباً در پس زمینه ترسیم شده‌است. در گوشه پایین سمت چپ، "Zorn 86" امضا و تاریخ گذاری شده‌است.
این تابلو در ژوئن ۲۰۱۰ در استکهلم اوکشنسورک به قیمت ۲۶ میلیون کرون فروخته شد و رکورد یک تابلوی سوئدی را ثبت کرد. رکورد قبلی ۲۲ میلیون کرون در سال ۱۹۹۰ برای نقاشی رنگ روغن سرزمین عجایب اثر آوگوست استریندبری در سال ۱۸۹۲ ثبت شد.